# Robert Campagnola
Robert Campagnola, även känd som Harikesa Swami och Vishnupada, född 1948 i New York, USA, är en musiker som är verksam både i USA, Sverige och andra länder. Han spelar gitarr, keyboard och slagverk och han både komponerar och producerar musik som han spelar in professionellt. Han har förutom att ha släppt ett antal album i eget namn även varit med i banden RASA (1978-1984) och BLISS (1987-1995). Det var även Campagnola som byggde studion på Korsnäs gård där RASA spelade in sina album.  
Han är gift med journalisten Katarina Campagnola, som bland annat skrivit för Hemmets veckotidning.  